# Drapetis metatarsata
Drapetis metatarsata är en tvåvingeart som beskrevs av Mario Bezzi 1904. Drapetis metatarsata ingår i släktet Drapetis och familjen puckeldansflugor.
Artens utbredningsområde är Sri Lanka. Inga underarter finns listade i Catalogue of Life.